# Zelotes incertissimus
Zelotes incertissimus är en spindelart som beskrevs av Lodovico di Caporiacco 1934. Zelotes incertissimus ingår i släktet Zelotes och familjen plattbuksspindlar.
Artens utbredningsområde är Libya. Inga underarter finns listade i Catalogue of Life.